# Krabberæv
Krabberæven (Cerdocyon thous) er et dyr i hundefamilien. Denne art er den eneste i slægten Cerdocyon. Dyret bliver 64 cm langt med en hale på 29 cm og vejer 5-8 kg. Den er udbredt i det østlige Sydamerika. Krabberæven er nataktiv. Denne art har fået sit navn pga. dens appetit på krabber; den æder dog også fisk, fugle, pattedyr og myrer, samt frugt.